# Пілецькі
Пілецькі (пол. Pileccy) — шляхетські роди.

## гербу Сокира

### Представники
- Оттон з Піліці
  - Ельжбета Ґрановська

## гербу Леліва

### Представники
- Ян — краківський каштелян
- Ян — руський воєвода
- Ян Пілецький — городельський староста, дружина — NN. Гербурт[1]